# Econlockhatchee
L’Econlockhatchee (en anglais : Econlockhatchee River) est un cours d'eau d'environ 87,7 kilomètres de long, affluent du fleuve Saint Johns et qui coule à travers les comtés d'Orange, de Seminole et d'Osceola en Floride. Il traverse la partie orientale de la région métropolitaine d'Orlando et prend sa source au lac Conlin.